# Galo Plaza Lasso
Galo Plaza Lasso   (Nova York, 17 de febrer de 1906 - Quito, 22 de gener de 1987) fou un polític i diplomàtic equatorià, president de la República de l'1 de setembre de 1948 al 31 d'agost de 1952 i Secretari General de l'Organització d'Estats Americans entre 1968 i 1975.
Plaza Lasso va néixer a Nova York durant l'exili del seu pare, el general i expresident Leonidas Plaza Gutiérrez. Va obtenir els seus estudis d'agricultura a la Universitat de Maryland, economia a la Universitat de Califòrnia i dret internacional a Georgetown. Fou ambaixador de l'Equador als Estats Units de 1944 a 1946 i firmà com a representant equatorià la carta de l'Organització de les Nacions Unides el 1945.
Com a president va aconseguir fomentar l'exportació agrícola de l'Equador en un moment d'expansió del cultiu de la banana, creant una certa estabilitat econòmica durant el seu govern. També contribuí a modernitzar l'aparell estatal i fiscal. Durant la seva presidència es va produir el terratrèmol d'Ambato, en el qual van morir aproximadament 8.000 persones i els danys van afectar especialment les províncies de Tungurahua i Cotopaxi. Fou el primer president electe en acabar la presidència en 28 anys.